# 1987년 전국장애인체육대회
제7회 전국장애인체육대회는 1987년 9월 19일부터 9월 22일까지 4일간 서울에서 개최되었다. 당시에는 '전국 장애자 체육대회' 또는 '전국 장애자 체전'이라는 명칭을 사용하였다. 서울장애인올림픽대회 조직위원회가 주최한 이 대회는 국제장애인스포츠기구가 공인한 17개 전 종목을 치르는 등 1988 서울장애인올림픽 대회의 예행 대회 성격으로 치러졌다. 이 대회는 전국 14개 시,도에서 1,500여 명의 선수와 300여 명의 임원이 참가하여 '다함께, 굳세게, 힘차게'라는 구호 아래 치러졌다. 이 대회 우수 선수에게는 1988 장애인올림픽 후보 선수 선발에 참가할 자격이 주어졌으며, 세계기록 경신자에 대해서는 격려금 등이 지급되었다.
이번 대회에서는 삼성데이타시스템이 지역별 참가자에 대한 등록관리 및 18개 종목에 대한 기록 관리, 장애등급 판정에 대한 전산처리 등을 담당하였다.
금 51개, 은 54개, 동 57개를 획득한 서울이 종합우승을 차지했고, 금메달 48개의 경기도가 2위, 금메달 26개의 부산이 3위를 차지했다. 또한, 신훈이 뇌성마비 8등급 200m에서 24초 87로 비공인 세계신기록을 세우는 등, 육상 4개, 역도 1개, 양궁 1개, 총 6개의 비공인 세계신기록이 수립되었다.
한편 서울운동장 측은 조직위원회의 축구장 사용 신청을 받아들였다가 4일 간 14게임이나 치러진다는 것을 알고는 대회 시작 3일 전이 16일에 잔디 보호를 이유로 사용 불가를 통보하였다. 양 측의 협의 끝에 준결승과 결승전은 서울운동장에서, 나머지 경기는 성남시 상무구장에서 벌이기로 하였다.[Note]

## 장소
- 서울 잠실체육관
- 정립회관
- 서울운동장
- 성남 상무구장 (현 성남종합운동장)

등 10 ~ 11개 경기장

## 종목
- 육상
- 탁구
- 역도
- 양궁
- 휠체어 핸드볼
- 론볼링
- 좌식배구
- 당구
- 휠체어 농구

휠체어 핸드볼, 론볼링, 좌식배구, 당구 등 구기 9종목은 이번 대회 들어 처음으로 채택되었다.

## 참고
1.^  어느 종목에 대한 언급인지 명확하지 않음. 축구 또는 하키인 것으로 추정됨